# Margaretha Kopeinig
Margaretha Kopeinig (* 13. April 1956 in Unterort, Kärnten) ist eine österreichische Journalistin und Publizistin.

## Leben
Kopeinig studierte nach der Matura an der Höheren Bundeslehranstalt für wirtschaftliche Frauenberufe in Klagenfurt am Wörthersee von 1976 bis 1982 Soziologie und Pädagogik sowie Politikwissenschaft und Wirtschafts- und Sozialgeschichte an der Universität Wien sowie an der Universität Genf. Außerdem durchlief sie von 1976 bis 1979 eine Ausbildung zur Diplom-Sozialarbeiterin an der Akademie für Sozialarbeit der Caritas der Erzdiözese Wien. Von 1979 bis 1983 war sie Hochschulreferentin des Österreichischen Informationsdienstes für Entwicklungspolitik (ÖIE). Sie war verantwortliche Redakteurin der Zeitschrift Entwicklungspolitik und Universitätsausbildung. Von 1983 bis 1985 studierte sie postgradual am Centro Interdisciplinario de Estudios Regionales (CEIDER) der Universidad de los Andes in Bogotá (Kolumbien). Das Studium schloss sie im Bereich Regionalplanung und -entwicklung ab.
Von 1986 bis 1988 war sie Pressereferentin des ÖIE. 1988 promovierte sie über die Frauenerwerbsarbeit in Kolumbien. 1988/89 war sie PR-Referentin für die Public-Relations-Agentur Publico. Von 1989 bis 1991 war sie Außenpolitische Redakteurin der Arbeiter-Zeitung (AZ), dem Zentralorgan der SPÖ, und Wien-Korrespondentin der slowenischen Wochenzeitung Demokracija. 1990 war sie im Rahmen der UN Observer Mission for the Verification of the Elections in Nicaragua (ONUVEN) in den zentralamerikanischen Staaten Costa Rica und Nicaragua. 1991/92 war sie freie Mitarbeiterin in der Auslandsredaktion des ORF-Fernsehens.
Von 1992 bis 1994 war sie EU-Korrespondentin der Tageszeitung Kurier in Brüssel. Danach war sie kurzzeitig als Redakteurin für das Nachrichtenmagazin profil tätig, bis sie Ende 1994 zurück zum Kurier kehrte. Dort wurde sie 2007 Ressortleiterin Europa. Seit 2015 ist sie erneut Korrespondentin in Brüssel.

## Auszeichnungen
- 2004: Staatspreis für publizistische Leistungen im Interesse der Geistigen Landesverteidigung
- 2006: Hans Kudlich-Preis des Ökosozialen Forums Österreich (für Europa-Berichterstattung)
- 2007: Otto von Habsburg Prize for Journalism der MIDAS (für Berichterstattung über Minderheiten in Europa)
- 2008: Prof. Claus Gatterer-Preis des Österreichischen Journalisten Clubs

## Schriften (Auswahl)
- EU-Präsidentschaft. Aufgaben und Rolle Österreichs (= Signum Europa). Signum-Verlag, Wien 1998, ISBN 3-85436-279-X.
- mit Christoph Kotanko: Eine europäische Affäre. Der Weisen-Bericht und die Sanktionen gegen Österreich. Czernin, Wien 2000, ISBN 3-7076-0105-6.
- Jean-Claude Juncker. Der Europäer. Czernin, Wien 2004, ISBN 3-7076-0188-9. (2014 mit einem Vorwort von Martin Schulz)
- mit Wolfgang Petritsch: Das Kreisky-Prinzip. Im Mittelpunkt der Mensch. Czernin, Wien 2008, ISBN 978-3-7076-0277-7.
- mit Wolfgang Petritsch: Die europäische Chance. Neustart nach der Krise. K & S, Wien 2010, ISBN 978-3-218-00807-5.
- mit Helmut Brandstätter: So kann Europa gelingen. Gespräche mit Werner Faymann, Sigmar Gabriel, Federica Mogherini. Kremayr & Scheriau, Wien 2014, ISBN 978-3-218-00967-6.
- Der dreizehnte Stern. Wie Österreich in die EU kam. Czernin, Wien 2014, ISBN 978-3-7076-0497-9.
- Martin Schulz – vom Buchhändler zum Mann für Europa. Die Biografie. Mit einem Vorwort von Jean-Claude Juncker, Czernin, Wien 2016, ISBN 978-3-7076-0584-6.
- Hans Peter Doskozil – Sicherheit neu denken, Kremayr & Scheriau, Wien 2017, ISBN 978-3-218-01098-6
- Merde alors! Jean Asselborn – eine politische Biografie, Czernin-Verlag, Wien 2020, ISBN 978-3-7076-0711-6